# 공정증서원본불실기재죄
| |
| 형법 刑法 |
| 형법학 · 범죄 · 형벌 죄형법정주의 |
| 범죄론 |
| 구성요건 · 실행행위 · 부작위범 간접정범 · 미수범 · 기수범 · 중지범 불능범 · 상당인과관계 고의 · 고의범 · 착오 과실 · 과실범 공범 · 정범 · 공동정범 공모공동정범 · 교사범 · 방조범 |
| 항변 |
| 위법성조각사유 · 위법성 · 책임 · 책임주의 책임능력 · 심신상실 · 심신미약 · 정당행위 · 정당방위 · 긴급피난 · 오상방위 · 과잉방위 · 강요된 행위                                     |
| 죄수 |
| 상상적 경합 · 연속범 · 병합죄 |
| 형벌론 |
| 사형 · 징역 · 금고 벌금 · 구류 · 과료 · 몰수 법정형 · 처단형 · 선고형 자수 · 작량감경 · 집행유예                                                                                  |
| 대인범죄 |
| 보통살인죄 · 존속살해죄 · 자살교사·방조죄 |
| 촉탁승낙살인죄 · 영아살해죄 · 낙태죄 |
| 상관살해죄 |
| 폭행죄 · 상해치사죄 · 절도죄 |
| 성범죄 · 성매매알선 · 강간죄 |
| 유괴 · 과실치사상죄 · |
| 대물범죄 |
| 손괴죄 · 방화죄 |
| 절도죄 · 강도죄 · 사기죄 |
| 사법절차 방해죄 |
| 공무집행방해죄 · 뇌물죄 |
| 위증죄 · 배임죄 |
| 미완의 범죄 |
| 시도 · 모의 · 공모 |
| 형법적 항변 |
| 자동증, 음주 & 착오 |
| 정신 이상 · 한정책임능력 |
| 강박 · 필요 |
| 도발 · 정당방위 |
| 다른 7법 영역 |
| 헌법 · 민법 · 형법 |
| 민사소송법 · 형사소송법 · 행정법 |
| 포털: 법 · 법철학 · 형사정책 |
| v • d • e • h |

공정증서원본 등 부실기재죄(公正證書原本等不實記載罪) 공무원에 대하여 허위신고를 하여 공정증서원본 또는 이와 동일한 전자기록 등 특수매체 기록에 부실의 사실을 기재 또는 기록하게 하는 죄. 5년 이하의 징역 또는 1천만원 이하의 벌금에 처한다(228조). 본죄는 공무원이 그 허위인 정을 모르는 것이 요건이다. 만일 공무원에게 허위인 정(情)을 알려서 이러한 문서에 부실의 사실을 기재하게 하면 공무원은 허위공문서작성죄가 되고 기재하게 한 자는 그 공범이 된다. '공정증서원본'이란 공무원이 그 직무상 작성하는 문서로서 권리·의무에 관한 어떠한 사실을 증명하는 효력을 가지는 것을 말하고(예；호적부·부동산등기부, 다만 주민등록부는 이에 해당하지 않는다), '면허장'이란 특정한 권능을 부여하기 위하여 공무원이 작성하는 증서를 말하고(예；의사면허증·수렵면허증), '감찰'이란 공무소가 일정한 사람에 대하여 일정한 영업 등을 할 수 있도록 허가하는 것을 기재한 문서를 말하며(예；고물상·주류판매 등 각종의 영업감찰), '여권'이란 여행의 허가증을 말한다. '허위신고'란 진실에 반하여 일정한 사실의 존부(存否)에 대하여 신고를 하는 것을 말하며, 허위에는 내용이 허위인 경우와 신고인의 자격을 사칭하는 경우 등이 있다. 미수범(235조)도 처벌한다.

## 조문
형법 제228조(공정증서원본등의 부실기재)
① 공무원에 대하여 허위신고를 하여 공정증서원본 또는 이와 동일한 전자기록등 특수매체기록에 부실의 사실을 기재 또는 기록하게 한 자는 5년 이하의 징역 또는 1천만원 이하의 벌금에 처한다. <개정 1995.12.29>
② 공무원에 대하여 허위신고를 하여 면허증, 허가증, 등록증 또는 여권에 부실의 사실을 기재하게 한 자는 3년 이하의 징역 또는 700만원 이하의 벌금에 처한다. <개정 1995.12.29>

## 요건
본죄는 공무원을 이용하여 행하는 공문서의 무형위조이므로 공무원이 그 정을 알지 못하는 것이 요건이다.

## 객체

### 공정증서
- 화해조서
- 상업등기부
- 공증인 및 공증인가 합동법률사무소&법무법인 작성 공정증서
- 가족관계 등록부, 부동산전산등기부

### 공정증서아님
토지대장
공증인이 인증한 사서증서
사업자등록증

## 판례
- 발행인과 수취인이 통모하여 진정한 어음채무 부담이나 어음채권 취득에 관한 의사 없이 단지 발행인의 채권자에게서 채권 추심이나 강제집행을 받는 것을 회피하기 위하여 약속 어음을 발행한 후 공증인에게는 마치 진정한 어음발행행위가 있는 것처럼 허위로 신고 하여 어음공정증서원본을 작성하게 한 경우 공정증서원본부실기재죄가 성립한다.[1]
- 토지거래허가구역 안의 토지에 관하여 실제로는 매매계약을 체결하고서도 처음부터 토 지거래허가를 잠탈하려는 목적으로 등기원인을 ‘증여’로 하여 소유권이전등기를 경료한 경우, 공전자기록 등 부실기재죄가 성립한다.[2]
- 유상증자 등기의 신청시 발행주식 총수 및 자본의 총액이 증가한 사실이 허위임을 알면 서 증자등기를 신청하여 상업등기부원본에 그 기재를 하게 한 경우, 공전자기록 등 부실 기재죄가 성립한다.[3]
- 소유권보존등기나 소유권이전등기에 절차상 하자가 있거나 등기원인이 실제와 다르다 하더라도 등기 경료 당시를 기준으로 실체적 권리관계에 부합하는 유효한 등기인 경우 공정증서원본부실기재 및 동행사죄가 성립되지 않는다.[4]
- 어떤 부동산에 관하여 피상속인에게 실체상의 권리가 없었음에도 피상속인 명의의 소유권이전등기가 경료되어 있었고, 이에 따라 재산상속인이 상속을 원인으로 한 소유권이전 등기를 경료한 경우, 재산상속인에게 공정증서원본부실기재 및 동행사죄가 성립하지 않는다.[5]
- 주주총회의 소집절차 등에 관한 하자가 주주총회결의의 취소사유에 불과하고 그 취소 전에 주주총회결의에 따른 감사변경등기를 한 것은 공정증서원본부실기재죄를 구성하지 않는다.[6]
- 자동차운전면허대장은 공정증서원본부실기재죄에서의 공정증서원본이라고 볼 수 없다.[7]
- 민사조정법상의 조정절차에서 작성되는 조정조서는 공정증서원본부실기재죄에서의 공정증서원본이라고 볼 수 없다.[8]
- 공정증서원본불실기재죄는 공무원에 대하여 허위신고를 함으로써 공정증서원본에 불실의 사실을 기재하게 하는 경우에 성립하는바, 공정증서원본에 기재된 사항이 부존재하거나 외관상 존재한다고 하더라도 무효에 해당되는 하자가 있다면 그 기재는 불실기재에 해당하는 것이나, 기재된 사항이나 그 원인된 법률행위가 객관적으로 존재하고 다만 거기에 취소사유인 하자가 있을 뿐인 경우 취소되기 전에 공정증서원본에 기재된 이상 그 기재는 공정증서원본의 불실기재에 해당하지는 않는다.[9]
- 주식회사의 발기인 등이 법령에 정한 회사설립의 요건과 절차에 따라 회사설립등기를 함으로써 회사가 성립하였다고볼 수 있는 경우, 회사를 설립할 당시 회사를 실제로 운영할 의사 없이 회사를 이용한 범죄 의도나 목적이 있었다는 이유만으로는 공정증서원본 불실기재죄에서 말하는 불실의 사실을 법인등기부에 기록하게 한 것으로 볼 수 없다[10]
- 법원을 기망하여 승소판결을 받고 그 확정판결에 의하여 소유권이전등기를 경료한 경우에는 사기죄와 별도로 공정증서원본 불실기재죄가 성립하고 양죄는 실체적 경합범 관계에 있다[11]
- 재건축조합 임시총회의 소집절차나 결의방법이 법령이나 정관에 위반되어 임원개임결의가 사법상 무효라고 하더라도, 실제로 재건축조합의 조합총회에서 그와 같은 내용의 임원개임결의가 이루어졌고 그 결의에 따라 임원변경등기를 마쳤다면 공정증서원본불실기재죄가 성립하지 아니한다.[12]
- 비록 종중 소유의 부동산은 종중 총회의 결의를 얻어야 유효하게 처분할 수 있다 하더라도 거래 상대방으로서는 부동산등기부상에 표시된 종중 대표자를 신뢰하고 거래하는 것이 일반적이라는 점 등에 비추어 보면, 종중 대표자의 기재는 당해 부동산의 처분권한과 관련된 중요한 부분의 기재로서 이에 대한 공공의 신용을 보호할 필요가 있으므로 이를 허위로 등재한 경우에는 공정증서원본불실기재죄의 대상이 되는 불실의 기재에 해당한다.[13]

### 가장이혼의 경우
- 협의상 이혼이 가장이혼으로서 무효로 인정되려면 누구나 납득할 만한 특별한 사정이 인정되어야 하고, 그렇지 않으면 이혼 당사자간에 일시적으로 나마 법률상 적법한 이혼을 할 의사가 있었다고 보는 것이 이혼신고의 법률상 및 사실상의 중대성에 비추어 상당하고[14], 협의상 이혼의 의사표시가 기망에 의하여 이루어진 것일지라도 그것이 취소되기까지는 유효하게 존재하는 것이므로, 협의상 이혼의사의 합치에 따라 이혼신고를 하여 호적에 그 협의상 이혼사실이 기재되었다면, 이는 공정증서원본불실기재죄에 정한 불실의 사실에 해당하지 않는다.[15]

### 하자있는 내용
- 피고인과 매도인과의 사이에 매매계약이 이루어졌고 그 계약금과 대부분의 중도금이 지급되었으며 매도인이 법무사에게 소유권이전등기에 필요한 서류일체를 맡기고 나중에 잔금지급이 되면 그 등기신청을 하도록 위임하였는데, 피고인이 법무사를 기망하였고 그가 피고인에게 기망당하여 잔금이 모두 지급된 것으로 잘못 알고 등기신청을 하여 그 소유권이전등기를 경료한 것이라면 위 법무사의 등기신청행위에 하자가 있다고 할 수는 있으나(위 신청이 무효라고는 할 수 없다.), 위 소유권이전등기의 원인이 되는 법률관계인 매매 내지는 물권적 합의가 객관적으로 존재하지 아니하는 것이라고는 할 수 없으니, 피고인이 위 법무사를 통하여 등기공무원에게 허위의 사실을 신고하여 등기부에 불실의 사실을 기재하게 한 것이라고는 할 수 없다.[16]
- 공정증서원본에 기재된 사항이 외관상 존재하는 사실이라 하더라도 이에 무효나 부존재에 해당되는 하자가 있다면 그 기재는 불실기재에 해당되나, 그것이 객관적으로 존재하는 사실이고 이에 취소사유에 해당되는 하자가 있을 뿐인 경우에는 취소되기 전에 그 결의내용이 공정증서원본에 기재된 이상 그 기재가 공정증서원본불실기재죄를 구성하지는 않는다.[17]

### 부실의 의미
- 공정증서원본불실기재죄나 공전자기록등불실기재죄에서의 ‘부실(不實)의 사실’이라 함은 권리의무관계에 중요한 의미를 갖는 사항이 객관적인 진실에 반하는 것을 말한다고 봄이 상당하다. 부동산등기법의 개정 취지는 부동산거래의 투명성을 확보하기 위한 데에 있을 뿐이므로, 부동산등기부에 기재되는 거래가액은 당해 부동산의 권리의무관계에 중요한 의미를 갖는 사항에 해당한다고 볼 수 없다[18].